# Drops of Jupiter
Drops of Jupiter é o segundo álbum de estúdio da banda Train, lançado a 27 de março de 2001.
A canção "Drops of Jupiter (Tell Me)", que foi lançado como primeiro single, tornou-se muito popular, ganhando mesmo o Grammy Award na categoria "Best Rock Song" e "Best Instrumental Arrangement Accompanying Vocalist(s)/Best Background Arrangement".

## Faixas
Todas as faixas escritas e compostas por Charlie Colin, Jimmy Stafford, Pat Monahan, Rob Hotchkiss e Scott Underwood. 
| CD             |                              |         |  |
| N.º            | Título                       | Duração |  |
| 1.             | "She's on Fire"              | 3:49    |  |
| 2.             | "I Wish You Would"           | 4:25    |  |
| 3.             | "Drops of Jupiter (Tell Me)" | 4:20    |  |
| 4.             | "It's About You"             | 4:27    |  |
| 5.             | "Hopeless"                   | 4:31    |  |
| 6.             | "Respect"                    | 3:25    |  |
| 7.             | "Let It Roll"                | 5:00    |  |
| 8.             | "Something More"             | 4:33    |  |
| 9.             | "Whipping Boy"               | 4:26    |  |
| 10.            | "Getaway"                    | 4:26    |  |
| 11.            | "Mississippi"                | 5:00    |  |
| Duração total: | Duração total:               | 56:38   |  |

## Recepção
| Críticas profissionais | Críticas profissionais |
| Avaliações da crítica  | Avaliações da crítica  |
| Fonte                  | Avaliação              |
| ---------------------- | ---------------------- |
| Allmusic               | [ 4 ]                  |
| Robert Christgau       | C-                     |
| Rolling Stone          | (Favorável)            |

O álbum recebeu críticas variadas dos especialistas. O escritor da AMG, Mark Morgenstein, disse que "não há nada de espetacular no segundo disco do Train". Ele também falou que a banda "tenta fazer algo com o rock clássico como o Counting Crows, apesar disso não ser algo ruim".
Na revista Rolling Stone, o analista Aidin Vaziri disse que "Drops of Jupiter, evocando memórias vívidas de Recovering The Satellites. A canção hino é o ponto central aqui, apresentando a estranha voz do cantor e uma banda soando distorcido, mas eles tem muito a oferecer. A faixa "Mississippi" balanceia bem o violão com a bateria, enquanto "Let It Roll" mistura guitarras e as linhas de ritmo soa muito bem e muito comercial."

### Álbum
| Parada                                | Melhor posição |
| ------------------------------------- | -------------- |
| Austrália (ARIA)                      | 3              |
| Áustria (Ö3 Austria Top 40)           | 35             |
| Bélgica (Ultratop Flandres)           | 32             |
| Canadá (Billboard)                    | 14             |
| Países Baixos (Dutch Charts)          | 3              |
| Alemanha (Offizielle Deutsche Charts) | 35             |
| Itália (FIMI)                         | 20             |
| Nova Zelândia (RMNZ)                  | 20             |
| Noruega (VG-lista)                    | 9              |
| Suécia (Sverigetopplistan)            | 39             |
| Suíça (Schweizer Hitparade)           | 32             |
| Reino Unido (UK Albums Chart)         | 8              |
| Estados Unidos (Billboard 200)        | 6              |

### Singles
| Ano  | Canção                       | Parada musical               | Posição |
| ---- | ---------------------------- | ---------------------------- | ------- |
| 2001 | "Drops of Jupiter (Tell Me)" | U.S. Adult Contemporary      | 8       |
| 2001 | "Drops of Jupiter (Tell Me)" | U.S. Adult Pop Songs         | 1       |
| 2001 | "Drops of Jupiter (Tell Me)" | Latin Tropical/Salsa Airplay | 40      |
| 2001 | "Drops of Jupiter (Tell Me)" | Mainstream Rock Songs        | 19      |
| 2001 | "Drops of Jupiter (Tell Me)" | Alternative Songs            | 11      |
| 2001 | "Drops of Jupiter (Tell Me)" | Billboard Hot 100            | 5       |
| 2001 | "Drops of Jupiter (Tell Me)" | Pop Songs                    | 4       |
| 2002 | "She's on Fire"              | Adult Top 40                 | 21      |
| 2002 | "She's on Fire"              | Mainstream Rock              | 40      |
| 2006 | "Drops of Jupiter (Tell Me)" | Hot Digital Songs            | 41      |
| 2009 | "Drops of Jupiter (Tell Me)" | Hot Canadian Digital Singles | 71      |

### Certificações
| Certificador          | Certificação | Data                  |
| --------------------- | ------------ | --------------------- |
| Estados Unidos – RIAA | 3× Platina   | 10 de março de 2021   |
| Canadá - Music Canada | 2× Platina   | 18 de outubro de 2014 |

## Créditos
- Charlie Colin - Baixo, guitarra, vocal de apoio
- Carl Gorodetzky - Violino
- Rob Hotchkiss - Baixo, guitarra, harmónica, vocal de apoio
- Suzie Katayama - Violoncelo
- Chuck Leavell - Piano
- Michael Markman - Violino
- Bob Mason - Violoncelo
- Fleming McWilliams - Vocal de apoio
- Pat Monahan - Percussão, trompete, saxofone, vocal
- Dan Smith - Violoncelo
- Daniel Smith - Violoncelo
- Jimmy Stafford - Guitarra, bandolim, vocal de apoio
- Scott Underwood - Percussão, bateria, teclados
- Kris Wilkinson - Viola
- Kristin Wilkinson - Viola
- Evan Wilson - Viola